# François Stroobant
François Stroobant (Brussel, 14 juni 1819 – Elsene, 10 juni 1916) was een Belgisch kunstschilder, graveerder, tekenaar, lithograaf en aquarellist. Hij werd ook soms 'Vaporeau' genoemd. Hij is in hoofdzaak een schilder of etser van landschappen en architectonische onderwerpen in de stijl van het romantisch realisme.

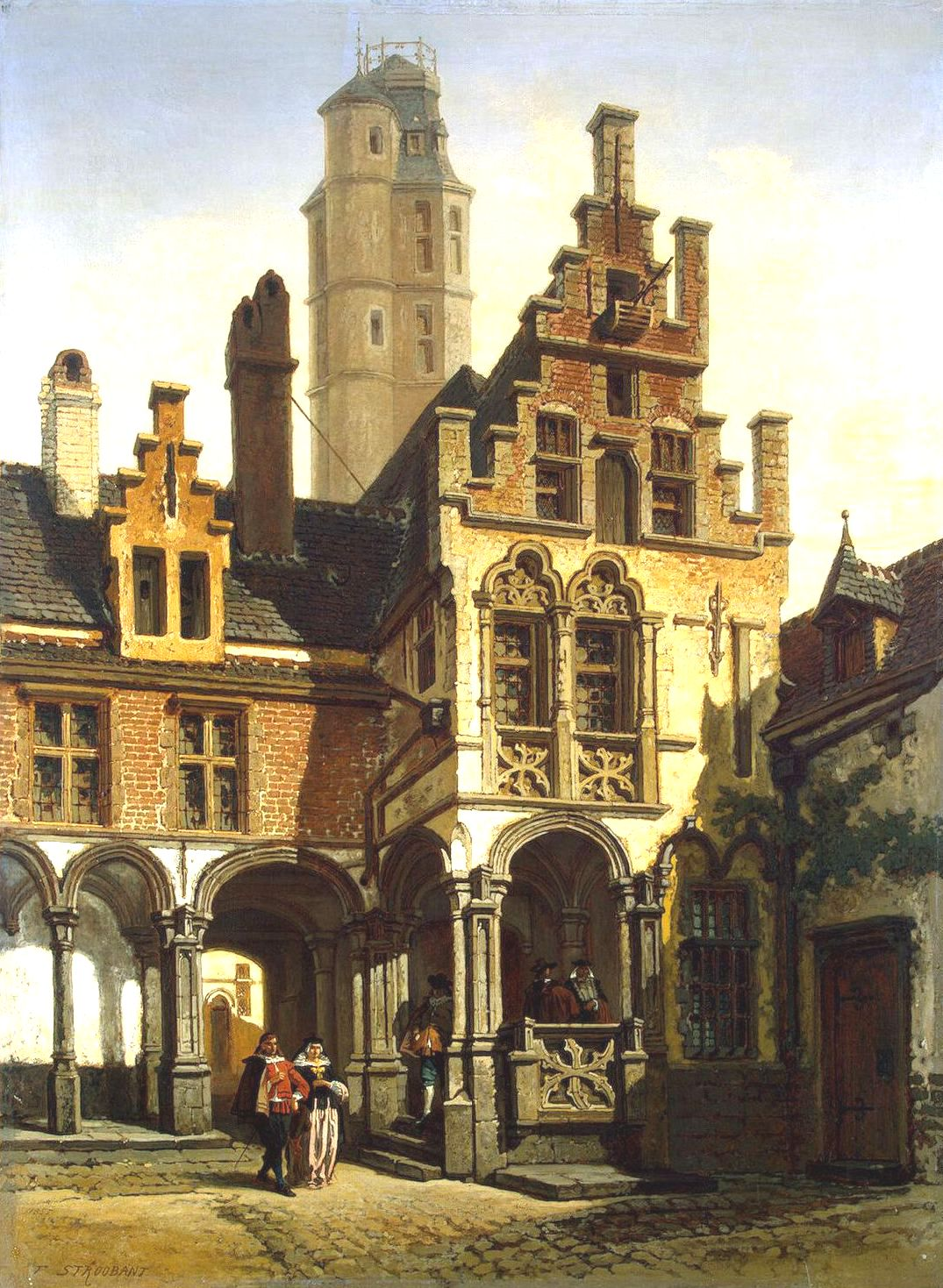
Binnenplaats van het paleis van Margaretha van Oostenrijk te Mechelen

## Jeugd
Hij werd geboren in een gezin als derde van vier kinderen. Zijn vader Pieter Stroobant (Bertem 1784 – Brussel 1855) was waard in het café “’t Kasteel van Antwerpen” aan de Putterij in Brussel. Hij had zich tijdens de Septemberopstand van 1830 onderscheiden. Zijn moeder was Joanna Catherina de Raeymaeker. Zijn oudste broer Louis-Constantin (1814-1872) leidde later te Gent een lithografische drukkerij, die onder meer gespecialiseerd was in meerkleurige floraprenten.

## Opleiding
Op 16-jarige leeftijd kwam de talentvolle Stroobant als leerling in het bekende lithografische bedrijf Dewasme-Plétinckx terecht. Hij ontmoette er de kunstschilder-lithograaf Paul Lauters (1806-1875), de grote specialist van het romantische landschap die, samen met Jean Baptiste Madou, beschouwd wordt als de meest begaafde lithograaf van de 19e eeuw.
Daarnaast studeerde François Stroobant van 1832 tot 1847 aan de Brusselse Academie voor Schone Kunsten o.l.v. directeur François-Joseph Navez (187-1869), neoclassicistisch schilder van religieuze en historische composities en portretten, en van bovengenoemde Paul Lauters. Ook de leraar perspectief, de bekende vedutist (schilder van grootschalige stadsgezichten of andere weidse zichten) François Bossuet (1798-1889), was bepalend voor Stroobants vorming en verdere carrière: Stroobant specialiseerde zich namelijk in het genre dat Bossuet beoefende, het stadsgezicht (en daarnaast ook wel landschappen).

## Levensloop
François Stroobant huwde te Brussel op 29 mei 1849 met Adeline Genis (Brussel 30 juni 1830 – Elsene 16 juli 1908). Ze hadden acht kinderen : Marie (°1850), Alice (°1852; werd schilderes van landschappen - Alice Desalle), Hélène (°1853), Adeline (°1856; werd schilderes van landschappen), Jeanne (°1857), Marguerite (°1861; werd schilderes van stillevens), Charles Octave (°1864) en Paul Henri (°1868), die later een bekend astronoom zou worden.
Stroobant woonde aanvankelijk in de van Aastraat 22 (ca. 1860), daarna Naamsestraat 60 (ca. 1880) en later in de Edinburghstraat 8 te Brussel.
Stroobant was de stichter en ook eerste directeur van de Academie voor Schone Kunsten van Sint-Jans-Molenbeek (Brussel).
In 1854 ontving Stroobant de gouden medaille tijdens het Salon van Brussel. In 1863 werd hij ridder en in 1879 officier in de Leopoldsorde.

## Reizen
Met het oog op zijn veduteschilderingen met karakteristieke gezichten van steden, ondernam Stroobant tal van reizen door diverse Europese landen: Nederland, Frankrijk, Duitsland, Zwitserland, Italië, Spanje, Hongarije. Hij wordt soms 'Franz Stroobant' genaamd in Germaanse en Oost-Europese landen. Ter plaatse maakte hij dan schetsen en aquarellen die dan later in zijn atelier dienden als modellen voor olieverfschilderijen, litho’s en etsen, uitgevoerd op een documentaire wijze. Via de Driejaarlijkse Salons van Gent, Antwerpen of Brussel kon het publiek kennismaken met zijn schilderwerk.

## Oeuvre

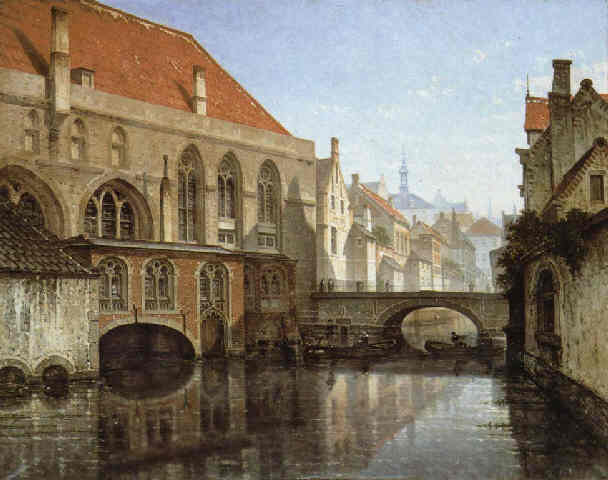
Gezicht aan het oud Sint-Janshopitaal te Brugge, 1884

Vanaf 1850 legt hij zich toe op de pittoreske voorstelling van monumenten uit eigen land. Een bloemlezing uit zijn omvangrijk oeuvre laat zijn aandachtspunten herkennen:
- “Oud huis van Margareta van Oostenrijk te Mechelen” (Salon Antwerpen, 1855)
- “Gezicht op Leuven” (Salon Kortrijk, 1859)
- “De Sint-Jansbrug te Brugge” (1855, privé-verz.)
- “De Koningsbrug te Praag” (Salon Antwerpen, 1861)
- “Het Paleis van Casimir de Grote” (1865)
- “Binnenhuis in Galicië” (1868; Brussel, Kon. Verz.)
- “Slot te Heidelberg” (1871; Salon Antwerpen, 1888)
- “Gezicht te Huy” (Salon Gent, 1871)
- “De Dijver te Brugge” (1872)
- “De Nef aux Eglantiers te Villers”; - “Oud Begijnhof te Brugge en “Interieur van de Abdij te Villers” (Salon Antwerpen, 1873)
- “Molens te Dordrecht” (1874)
- “De Thesauriekamer te Krakau” (privé-verz.)
- “Oud-Brugge” (Brussel, Hertogenpaleis)
- “De rei voor het Begijnhof te Brugge” (Salon Brussel, 1881)
- “Binnenzicht in het Kasteel te Heidelberg” (Salon Brussel, 1881)
- “Zicht op het oud St.Janshospitaal te Brugge” (1884) (verkocht op een veiling in 2003 voor €11.000)
- “Gezicht op een kasteel te Heidelberg” (Salon Antwerpen 1888) (dit kasteel werd reeds vermeld in ets in 1867, gebruikt als bijlage bij een aflevering van het kunsttijdschrift “Le Journal des Beaux-Arts”)
- “Groene rei te Brugge– junimorgen” (Salon Antwerpen, 1894)

## Muurschilderingen
Stroobant voerde ook tal van opdrachten voor muurschilderingen uit in openbare gebouwen en kastelen: -
- Brussels stadhuis (kabinet van de burgemeester) : negen gezichten op Oud-Brussel (1857); -
- Kasteel te Presles (1859-60);
- Guildhall te Londen gezicht op het Stadhuis te Brussel en gezicht op het Bisschoppelijk Paleis te Luik

## Lithograaf en illustrator

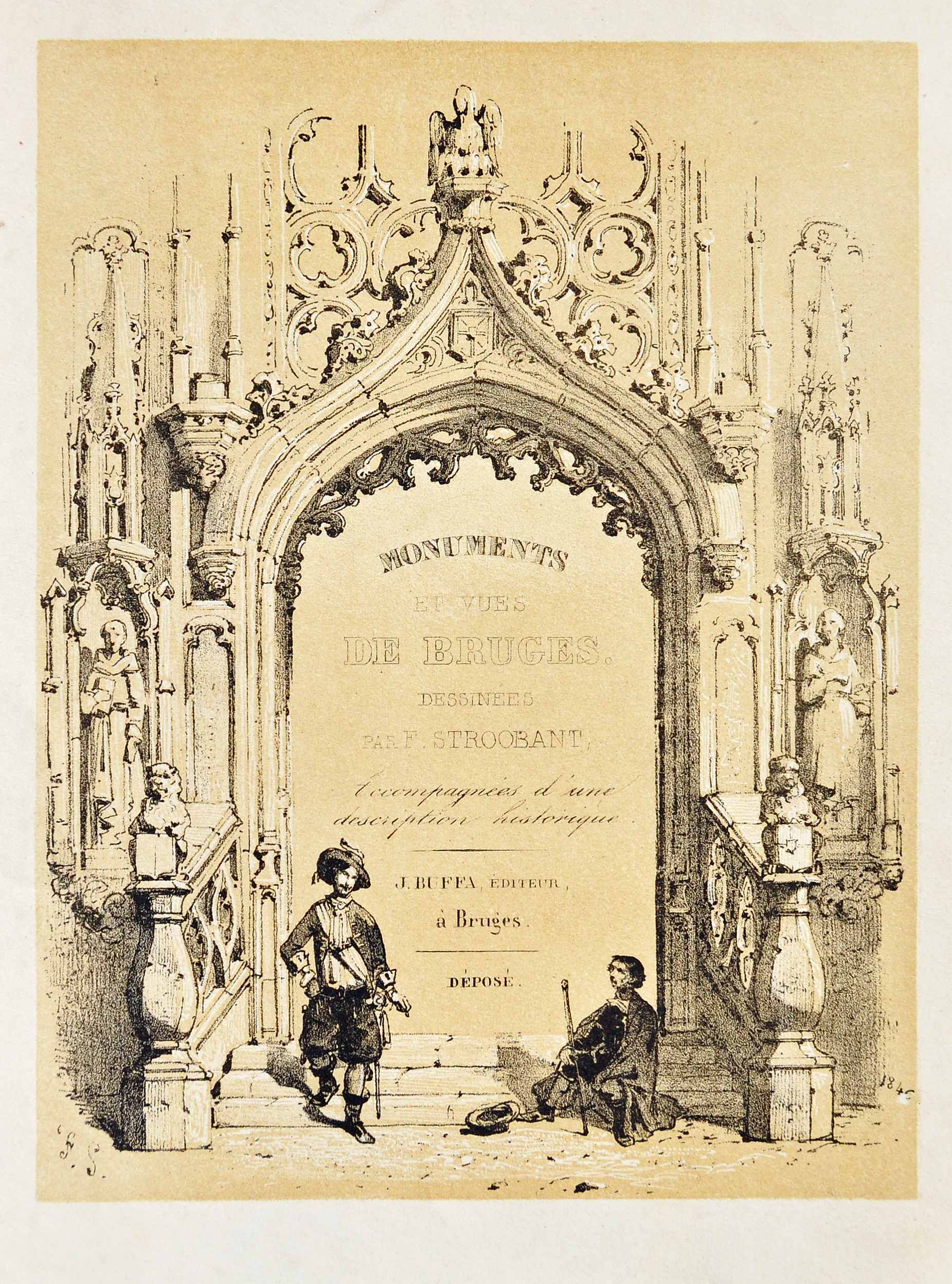
Titelpagina van Monuments et Vues de Bruges (Brugge, 1846)

François Stroobant was niet alleen kunstschilder, maar evenzeer geprezen lithograaf en illustrator van boeken en prentenalbums, die doorgaans tot het genre “voyage pittoresque” behoren: velen kenden een enorme populariteit. Nog steeds worden er (ook via het internet) posters verkocht van zijn lithografische werken.:
- “La Terre Sainte” (1843), met tekst van R. David;
- "Selva Nera e Selva Ercinia", 36 platen, teksten van Alfredo Michiels, Stroobant en Alfredo Carnot; Biblioteca di Viaggi vol. XVI, Milano, Fratelli Treves Editori (1874);
- “Monuments et Vues de Bruges” (1846), album met 28 lithografieën en een gelithografeerde titelpagina, gepubliceerd bij de Brugse uitgever Joseph Buffa; vele van deze platen circuleren nu nog als losse bladen in de kunsthandel en worden gretig gezocht door verzamelaars van topografische prenten;
- "Monuments et Vues d'Ostende" (1847), eveneens gepubliceerd bij Joseph Buffa;
- “Le Musée Populaire de Belgique” (1849), 28 houtsneden;
- “Monuments d’Architecture et de Sculpture de Belgique” (1853), 60 platen, twee boekdelen;
- “Spa et ses Environs” (1876), 9 platen;
- Rhin monumental en pittoresque (1854), 30 platen in samenwerking met Paul Lauters en Théodore Fourmois (op tekst van L. Hymans). Dit was een van de vele 19e-eeuwse albums waarin de romantiek van de Rijn verheerlijkt werd. Dit lag in de lijn van het romantisme die uitging van de werken die William Turner maakte van zijn reizen langs de Rijnvallei in de jaren 1840.[1]
- “Le Panorama de la Vesdre”;
- “La Belgique Monumentale”, bij uitgever Jamaer;
- “Le Brabant et Les Flandres, Anvers, Liège et le Hainaut”, met tekst van F. Stappaerts;
- “La Galerie monumentale et pittoresque”;
- “Cracovie”;

Van kapitaal belang voor de iconografie van de stad Brussel zijn twee door Stroobant geïllustreerde herdenkingsalbums:
- “Souvenir de la fête donnée par la Société de Commerce de Bruxelles” (waarbij de Magdalenamarkt omgetoverd werd tot een balzaal met salons; litho in het Museum van de Stad Brussel)
- en “Guide pittoresque dans Bruxelles” (1848; 24 litho’s).

Voor de kunsttijdschriften “La Renaissance” en “La Société des Beaux-Arts” leverde Stroobant vanaf 1839 tal van reproductielitho’s naar succesvolle schilderijen die tijdens de jaarlijkse salons geëxposeerd werden.
Vanaf 1851 verzorgde hij ook illustraties voor “Le Magasin Pittoresque” en "Le Juif errant" (Belgische editie).
Verder leverde hij litho's voor “La Noblesse Belge” en voor “Splendeurs de l'art en Belgique” (uitg. H.G. Moke en Édouard Fétis).
Van Stroobant zijn ook enkele etsen bekend, onder meer Kasteel te Heidelberg (gepubliceerd als bijlage bij het Journal des Beaux-Arts, 1867).
De tekeningen van Stroobant werden gegraveerd door Eugène Verboeckhoven (1799-1881), William Brown (1814-1877), Henry Brown (1816-1870), Edouard Vermorcken (1820-1906), E. Bocquet,
Joseph Jean Louis Conil-Lacoste, ook Lacoste Jeune genoemd (1809-1886).

## Invloed
Het werk van Stroobant ligt volledig in de lijn van het romantisch realisme, een stijl die het flatterende coloriet en de zin voor het pittoreske en het idyllische combineert met topografische weergave van de werkelijkheid.
Hij verleent aan zijn werken een bijna documentair karakter door zijn accurate weergave van stadsgezichten, kerken en oude gebouwen.
Samen met Boulanger, Pieter-Frans. de Noter, François Bossuet, Jean-Baptiste Van Moer, J. Michiel Ruyten en Jacques Carabain behoort Stroobant tot de belangrijkste vertegenwoordigers van de 19e-eeuwse veduteschilderkunst in België. Dit is een eerder marginaal genre, dat echter steeds, ondanks wisselende trends en smaakrichtingen, heel wat belangstelling heeft gekend op de kunstmarkt.

## Musea en openbare verzamelingen
- Brugge, Steinmetzkabinet; -
- Brussel, Kon. Prentenkabinet; Kon. Bibliotheek;
- Brussel, K.M.S.K. (Oude gildehuizen te Brussel, 1863);
- Brussel, Museum van Elsene; -
- Brussel, Stadhuis; -
- Brussel, verz. Kamer en Senaat
- Leuven, Sted. Museum (Windmolens van Kalkhoven te Dordrecht, 1875)
- Liège, Université
- London, Guildhall; -
- Oostende, Museum voor Schone Kunsten (Gezicht te Krakau; vernietigd in 1940).